# Ступа на Просветлението в Беналмадена
Ступата на Просветлението, която се намира в Беналмадена в южноиспанската област Андалусия в е най-високата ступа в западния свят със своите 108 стъпки или 33 метра височина.
Тя е открита на 5 октомври 2003 г. като финален проект на бележития будистки лама Лопон Чечу Ринпоче след неговата смърт.
В Будизма ступата е монумент, който изразява мира, просперитета и хармонията, а също така е и място за медитация. Ступата на Просветлението (на тибетски Чанг Чуб Чортен) символизира пълното и съвършено просветление на историческия Буда Шакямуни или осъществяването на природата на ума. Това е един от осемте основни вида Ступи, свързани със събития от Живота на Буда. За разлика от повечето Ступи, които се строят затворени тази в Беналмадена е отворена и в нея има зала за медитация около 100 m², чиито стени са изписани в традиционен стил със сцени от живота на Буда. Залата се използва също за изложби, свързани с Будистките изкуство и култура на Тибетско – Хималайския регион. Церемонията по откриването на тази Ступа е водена о Шамар Ринпоче, втория най-важен лама на линията Карма Кагю на Тибетския Будизъм. Присъства също Лонпо Сандже Нгьодруб, министер от кралство Бутан, лама Оле Нидал, Енрике Болин – кмета на Беналмадена, чието дело е осигуряването на терена за построяване на монумента.

## Лопон Чечу Ринпоче
Лопон Чечу Ринпоче посещава Испания за първи път през 1990 г., когато дава поучения в будисткия медитационне център Карма Гьон, на около 50 км от Беналмадена. Като символ на просперитет и мир Ринпоче прстроява първата Ступа в Испания в Карма Гьон през 1994 г. До края на живота си през 2003 г. той изгражда още 16 Ступи в цяла Европа. От 1995 г. Чечу Ринпоче има испанско гражданство, посещава редовно страната давайки многобройни поучения и посвещения.